# Baldriga de Townsend
La baldriga de Townsend (Puffinus auricularis) és un ocell marí de la família dels procel·làrids (Procellariidae) que cria a les illes Revillagigedo i es dispersa pel Pacífic oriental a l'altura de la costa mexicana.